# 中国2010年上海世界博览会太平洋联合馆
中国2010年上海世界博览会太平洋联合馆是2010年上海世博会上代表部分太平洋岛国和国际组织的联合展馆，位于世博园区B片区，占地面积8100平方米，主题为“太平洋——城市灵感的源泉”。16个参展方（14个国家与2个国际组织）通过16个“单帆”展现了太平洋岛国的文化与影观。

## 参展国家与国际组织

### 参展国家
| - 帛琉 - 密克羅尼西亞聯邦 | - 萨摩亚 - 斐济 - 庫克群島 - 基里巴斯 - 所罗门群岛 | - 马绍尔群岛 - 瑙鲁 - 纽埃 |

### 参展国际组织
| - 南太旅游组织 | - 太平洋岛国论坛 |